# Сіятвінда Григорій Девідович
Григорій Девидович Сиятвинда (рос. Сиятвинда Григорий Дэвидович; нар. 26 квітня 1970, Тюмень, Російська РФСР, СРСР) — російський актор театру і кіно, заслужений артист Росії (2006), лауреат Державної премії Росії (2003).

## Біографія
Григорій Сіятвінда народився 26 квітня 1970 року в Тюмені. За його словами, більш вірним написанням прізвища є Сятвінда, але через помилку в запису транскрипції стало Сіятвінда. З 2-х до 5-річного віку жив у Замбії, а потім, після розлучення батьків, повернувся з матір'ю в Тюмень. Після закінчення школи вступив до Тюменського індустріального університету на факультет технічної кібернетики за спеціальністю — автоматика і телемеханіка. Однак, не закінчивши 2-й курс, покинув навчання. Після 1-го курсу проходив службу в лавах Радянської Армії (танкові війська). У 1995 році закінчив Вище театральне училище ім. Б. В. Щукіна (курс Алли Казанської). Уже навчаючись в училищі, почав працювати в театрі ім. Вахтангова — перша постановка з його участю «Я тебе більше не знаю, милий» вийшла в 1994 році. Після закінчення училища став актором московського театру «Сатирикон».
У кіно дебютував в 1997 році у фільмі режисера Валерія Чикова «Не клей дурня…».
Був удостоєний премії «Чайка» в номінації «Прорив» (в 1999 році) і премії «Кумир» в номінації «Надія року» (2000 року) за виконання 14 ролей у виставі «Квартет».
У 2003 році був удостоєний Державної премії в галузі літератури і мистецтва за виконання ролей класичного і сучасного репертуару. У тому ж році деякий час працював ведучим програми «Ранок на НТВ» .
Після виходу в 2005 році фільму «Жмурки», в якому зіграв роль бандита на прізвисько «Баклажан», став відомий широкому загалу
У 2007 році брав участь у телешоу Льодовиковий період на Першому каналі, знявся в кліпі співачки Слави на пісню «Бабье лето» (укр. «Бабине літо»).
З 2015 року грає роль керуючого готелем Михайла Джековича в телесеріалі «Кухня», а потім — в серіалах «Готель Елеон», «Гранд» та «Кухня. Війна за готель».

### Особисте життя
Одружений з танцюристкою Тетяною Сиятвинда.

## Творчість

### Ролі в театрі

#### Театр імені Вахтангова
- 1994 — «Я тебе більше не знаю, милий»

#### Театр «Сатирикон»
- 1996 — «Ромео і Джульєтта»
- 1996 — «Тригрошова опера»
- 1997 — «Такі вільні метелики»
- 1997 — «Кьоджинські перепалки»
- 1998 — «Гамлет»
- 1998 — «Жак і його пан»
- 1999 — «Квартет»
- 2001 — «Шантеклер»
- 2002 — «Макбет»
- 2003 (друга прем'єра — 2009) — «Прибуткове місце»
- 2004 — «Маскарад»
- 2005 — «Смішні гроші»[7]
- 2009 — «Тополя і вітер»
- 2014 року — «Лондон Шоу»
- 2014 року — «Однорукий з Спокана»

#### «Відкритий театр»
- 2001 — «Чоловічий сезон»

#### Центр драматургії і режисури
- 2001 — «Войцек»[8]

#### Інший театр (Москва)
- 2009 — «Розенкранц і Гільденстерн мертві»[9]

#### Театр імені Пушкіна
- 2012 — «Віддзеркалення, або Істинне»[10]
- 2016 — «Будинок, який побудував Свіфт»

#### Театр «Ательє»
- 2017 — «Трактирщица»[11] по пьесе К. Гольдони — Кавалер

Нікатеатр
- 2019 — «Загадкові варіації» — Ерік Ларсен

### Фільмографія

#### Актор
- 1997 — Не валяй дурака… — Вася Селіванов, син Филимона
- 2001 — Мамука
- 2001 — Ростов-папа
- 2002 — Неможливо зелені очі (серіал) —  Гійом Бубутіка, студент-африканець
- 2002 — Світські хроніки
- 2002 — Спартак і Калашников —  Том
- 2003 — Спас під березами —  Льоша, друг Люби
- 2005 — Піжмурки —  «Баклажан»
- 2005 — Великогабаритні —  містер Мак-Кінлі
- 2005 — Убивча сила 6 —  Нгубієв  (серія «Міс Доброї Надії»)
- 2006 — Бідна крихітка —  принц
- 2006 — Кінофестиваль —  Абу Шахід
- 2006 — Офіцери —  Док
- 2007 — Параграф 78 —  «Фестиваль»
- 2007 — Одна любов на мільйон —  Максимка
- 2007 — Артисти — Ієремія
- 2008 — Чемпіон —  Джеймс Кемал Коббі (Джиммі), футболіст з Сьєрра-Леоне
- 2008 — Траса М8 —  містер Уайт
- 2009 — Пістолет Страдіварі —  Вовик
- 2010 — Відплата —  Денис
- 2010 — Казка. Є —  фокусник-конферансьє
- 2010 — Пив. Курив —  Валя, кілер з 1990-х
- 2011 — All inclusive, або Все включено! —  Карадуман
- 2011 — Одкровення —  Муромов, спонсор
- 2012 — Побачення —  Куценко
- 2012 — Велика ржака —  наречений
- 2012 — Вождь разнокожих —  Стасик Жан-Батістович
- 2012 — Кур'єр з «Раю» —  Коля
- 2012 — Свято під замком —  Слава Бєлкін
- 2013 — Все включено 2 —  Карадуман
- 2013 — Просте життя —  П'єр
- 2013 — Найдовший день —  Гарсія
- 2015—2016 — Кухня —  Михайло Джекович Гебреселассіє, керуючий бутик-готелем Eleon
- 2016—2017 — Готель Елеон —  Михайло Джекович Гебреселассіє, заступник керуючого бутик-готелем Eleon
- 2017 — Втікач —  Григорій
- 2018—2019 — Гранд —  Михайло Джекович Гебреселассіє, заступник керуючого готелем Grand Lion
- 2018 — Прибулець —  Гриша Стар, телевізійник
- 2019 — Секта —  Пічугін, адвокат
- 2019 — Кухня. Війна за готель —  Михайло Джекович Гебреселассіє, керуючий готелем New Eleon
- 2020 — Балабол 4 —  Джордж Віллаказі, майор поліції Ботсвани
- 2020 — Вечір блазнів, або Серйозно з привітом —  лікар
- 2021 — Зелений мер

#### Дубляж
- 2016 — Моана[12] — Мауї
- 2018 — Шахерезада. Нерозказаних історії[13] — джин Халіл